# シリア・レバノン戦役
シリア・レバノン戦役（シリア・レバノンせんえき）、エクスポーター作戦 (Operation Exporter) は、第二次世界大戦における1941年6月の連合軍によるフランス領シリア・レバノンへの軍事進攻のこと。作戦は成功し、この地域は自由フランスに接収された。

## 戦闘経過

### 海上戦
イギリス軍はB部隊（軽巡洋艦フィービ、エイジャックス、駆逐艦カンダハー、キンバリー、ジャッカル、ジェーナス）およびC部隊（軽巡洋艦コヴェントリー、駆逐艦アイレクス、アイシス、ホットスパー、ヒーロー、揚陸艦グレンガイル）を展開させ、後日さらに増勢された。率いるのはE・L・S・キング中将であった。これに対するフランス軍は大型駆逐艦ゲパール、ヴァルミ、通報艦エラン、潜水艦カイマン、モーズ、スーフルールであった。
6月9日未明、グレンガイルからコマンド部隊395名がリタニ川付近に上陸。それに対してフランス駆逐艦が出撃し、リタニ川南のオーストラリア軍を砲撃した。キングは駆逐艦4隻を派遣。フランスとイギリス駆逐艦はシドン沖で遭遇し、戦闘となった。最初にフランス駆逐艦と交戦したジェイナスは被弾して航行不能となり、続く戦闘でジャッカルも被弾した。フランス駆逐艦はベイルートへ向かい、その手前でイギリス側は追跡を打ち切った。
イギリス側は6月10日に駆逐艦スチュアート、ジャガー、グリフィン、ディフェンダーが加わり、6月13日には軽巡洋艦リアンダー、駆逐艦ジャーヴィス、ヘイスティが加わったがエイジャックス、スチュアート、ホットスパー、カンダハーが離れた。
6月14日、フランス駆逐艦がベイルートから出撃し、それをグリフィンが発見。リアンダー、コヴェントリーと駆逐艦4隻が急行したが、ゲパールとヴァルミはベイルートへと逃走した。
6月15日、アイシスがドイツ軍Ju88爆撃機による攻撃で、アイレクスがフランス軍グレン・マーチン爆撃機による攻撃で共に至近弾で大きな損害をうけた。

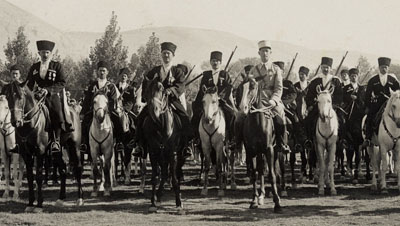
自由フランス側で参戦したチェルケス人騎兵

6月16日、フランス本国からの弾薬輸送中であった駆逐艦シュヴァリエ・ポールがキプロスから発進したソードフィッシュ雷撃機により撃沈された。救援のために出撃したゲパール、ヴァルミはリアンダー、ジャーヴィス、キンバリーと遭遇し、交戦した。
6月18日、イギリス側に軽巡洋艦ナイアド、キングストン、ジャガー、ニザームが加わる。
6月21日、弾薬を積んだ駆逐艦ヴォークランがベイルートに到着したが、翌日爆撃を受けて損傷した。
6月23日、ベイルートを出たゲパールとヴァルミはリアンダー、ナイアド、ジャガー、キングストン、ニザームと遭遇し交戦。ナイアドからの5.25インチ砲弾がゲパールに命中したが爆発しなかった。
6月25日、イギリス潜水艦パーシアンがスーフルールを撃沈した。